# Jinkouhe

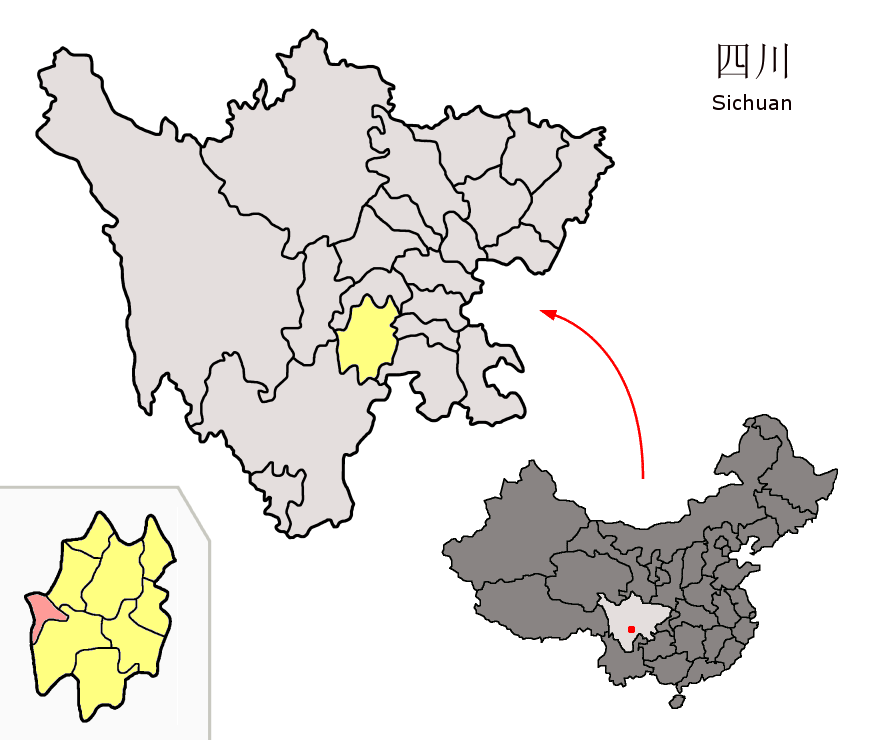
Lage des Stadtbezirks Jinkouhe (rosa) in Leshan (gelb).

Der Stadtbezirk Jinkouhe (chinesisch 金口河区, Pinyin Jīnkǒuhé Qū) ist ein Stadtbezirk der bezirksfreien Stadt Leshan in der südwestchinesischen Provinz Sichuan. Er hat eine Fläche von 559,2 km² und zählt 38.727 Einwohner (Stand: Zensus 2020).

## Administrative Gliederung
Auf Gemeindeebene setzt sich der Stadtbezirk aus zwei Großgemeinden und vier Gemeinden (davon zwei der Yi) zusammen. Diese sind:
- Großgemeinde Yonghe 永和镇
- Großgemeinde Jinhe 金河镇

- Gemeinde Heping der Yi 和平彝族乡
- Gemeinde Gong’an der Yi 共安彝族乡
- Gemeinde Jixing 吉星乡
- Gemeinde Yongsheng 永胜乡